# Alick Isaacs
Alick Isaacs (17 de julio de 1921 en Glasgow, Escocia - 26 de enero de 1967) fue un virólogo británico (escocés) recordado por haber descubierto el interferón, una sustancia antiviral producida por células infectadas, junto a su colega suizo Jean Lindenmann en 1957.

## Primeros años
Isaacs, miembro de una familia de origen judío proveniente de Lituania, nació y creció en Glasgow, en donde también cursó sus estudios.

## Nombramientos
Desde 1951 trabajó en el Centro Mundial de Influenza, en Londres, y fue nombrado director en 1961. También fue jefe del Laboratorio de Investigación del Interferón en el National Institute for Medical Research entre 1964 y 1967.

## Los interferones
En 1947, comenzó a estudiar diferentes mutaciones del virus de la influenza y las respuestas del cuerpo a ellas. En su trabajo conjunto con el virólogo suizo Jean Lindenmann, finalmente descubrió que cuando un virus invade una célula animal, esta produce interferón, lo cual provoca que las células sanas fabriquen una proteína que evita que el virus se multiplique. Casi todas las células del cuerpo pueden producir interferón, el cual parece actuar como la primera línea de defensa contra los agentes patógenos virales, porque se produce muy rápidamente (la producción de interferón comienza en las horas siguientes a la infección, mientras que la producción de anticuerpos tarda varios días). Más tarde se descubrió que el interferón puede aplicarse también en algunos tratamientos contra el cáncer.
Fue elegido miembro de la Royal Society en 1966, poco antes de su fallecimiento.[cita requerida]

## Familia
- Jeremy Isaacs